# Belsize Park (Metropolitano de Londres)

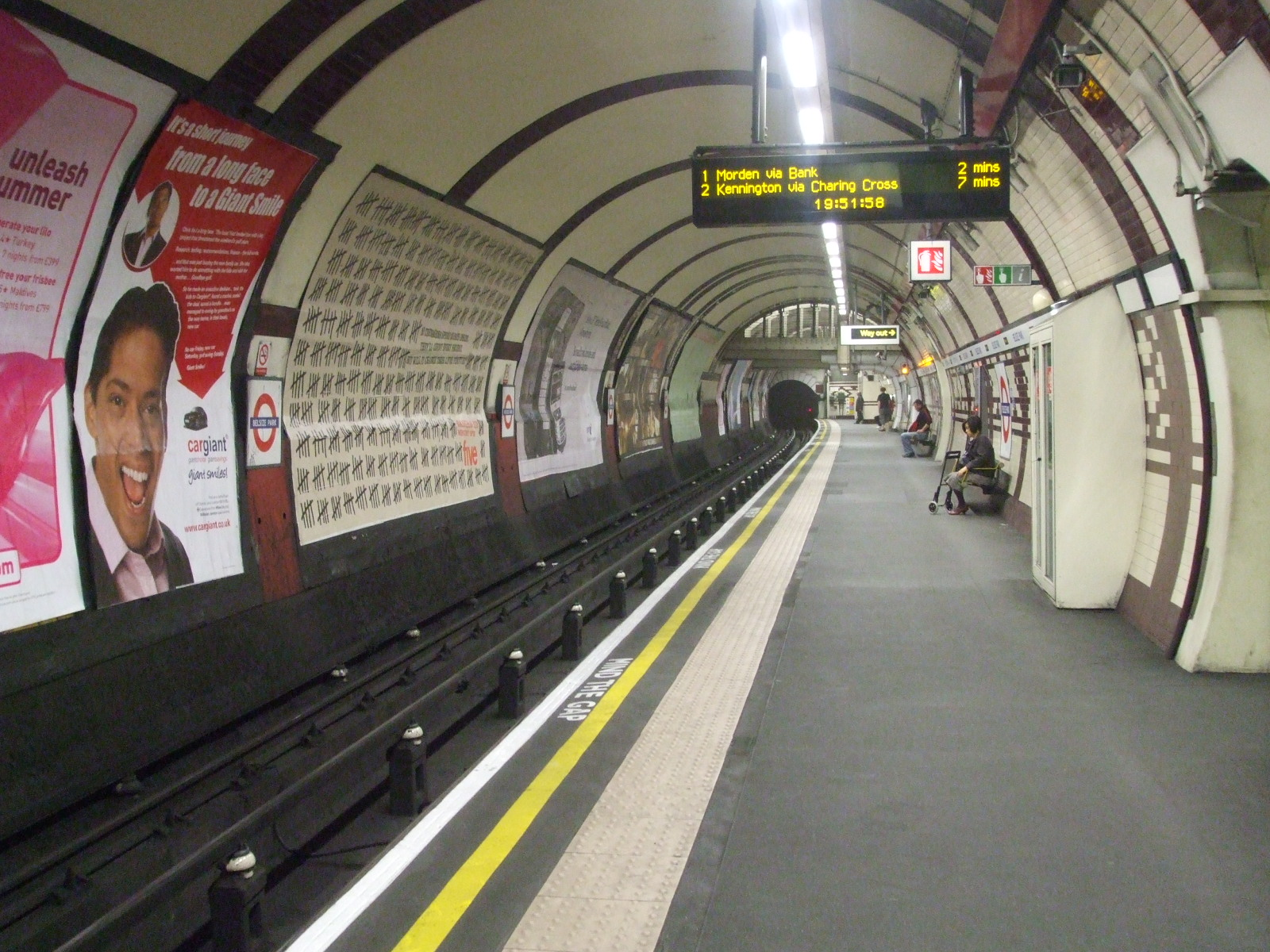
Plataformas de embarque.

Belsize Park é uma estação do Metropolitano de Londres em Belsize Park, noroeste de Londres. Fica no ramal de Edgware da Northern line, entre as estações Hampstead e Chalk Farm, e está na zona tarifária 2. Fica no extremo norte de Haverstock Hill. Em julho de 2011, tornou-se um edifício classificado Grau II.
O Royal Free Hospital está localizado a uma curta distância ao norte da estação.
É a única estação do Metrô de Londres com a letra ‘z’ em seu nome.

## História

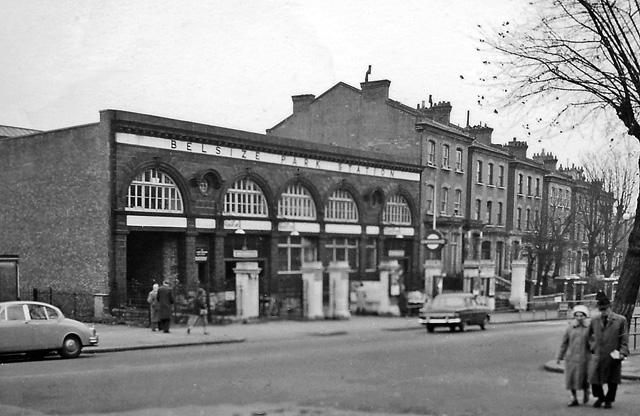
Entrada da estação em 1960

A estação foi inaugurada em 22 de junho de 1907 pela Charing Cross, Euston & Hampstead Railway como uma estação intermediária em sua linha de Charing Cross a Golders Green. É servido por três elevadores que descem 33,2 metros (109 pé) até às plataformas. As plataformas também podem ser acessadas por escadas; são 219 degraus conforme a placa da estação.
A estação foi projetada por Leslie Green em "Estilo moderno" e tem sua familiar fachada em faiança de sangue de boi com cinco janelas redondas em arco. Ele permaneceu praticamente intocado até o final dos anos 1980, quando os elevadores foram substituídos e um novo sistema de bilhetagem foi instalado.

## Abrigo antiaéreo de nível profundo

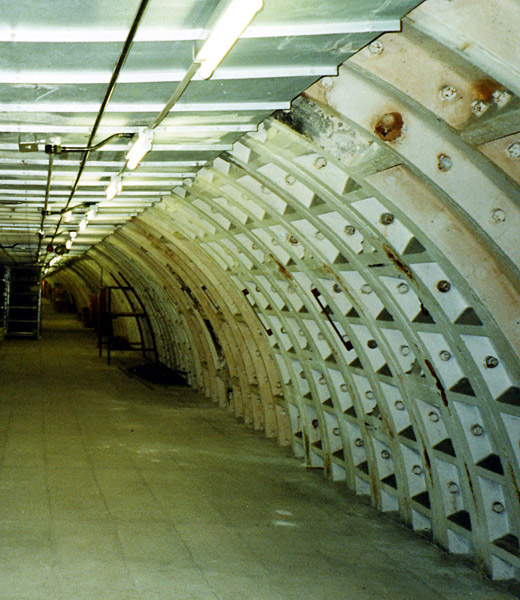
Abrigo de nível profundo de Belsize Park

Belsize Park é uma das oito estações do Metrô de Londres que têm abrigos antiaéreos de nível profundo embaixo delas. O abrigo foi construído na Segunda Guerra Mundial para fornecer acomodação segura para o pessoal de serviço. As entradas para o abrigo estão na junção de Haverstock Hill e Downside Crescent e fora de Haverstock Hill.

## Localização
A estação está localizada no borough londrino de Camden, na rua Haverstock Hill. Em 2013, 5,84 milhões de passageiros utilizaram a estação atendida pela Linha Northern. É tarifada pela Zona 2 do Travelcard.